# Włodzienin
Włodzienin est une localité polonaise de la voïvodie d'Opole et du powiat de Głubczyce.